# Aktuar
Aktuar  je stručnjak koji se koristeći matematičke metode teorije vjerojatnosti, statistike i financijske matematike bavi problemima financijske neizvjesnosti i rizika. Posao aktuara za projekciju budućih događaja uključuje analizu podataka iz prošlosti, razvoj modela i procjenu postojećih rizika. Većina aktuara radi poslove koji su vezani u djelatnosti osiguranja i mirovinskog osiguranja. Aktuarska znanja potrebna su državnim tijelima odgovornim za nadgledanje rada i poslovanja osiguravajućih društava i mirovinskih fondova. 
Aktuari rade na kalkulacijama premija osiguranja, određivanju osigurateljnih pričuva, razvoju osigurateljnih proizvoda te upravljanju imovinom i obvezama i drugim poslovima važnim za rad osiguravajućih društava. Aktuarsko znanje i sposobnosti mogu se koristiti u analiza kretanja u gospodarstvu i demografskih kretanja pučanstva koji su nužni kod dugoročnog planiranja državnih izdavanja za troškove zdravstva, mirovinskog sustava, obrazovanja, transporta i ostalih usluga.
Znanstvena disciplina kojom se bave aktuari zove se aktuaristika.
Aktuari rade u području bankarstva i tržišta kapitala, na investicijskim projektima i ondje gdje je potrebno riješiti složene matematičke proračune za probleme s financijskim faktorima. 
Aktuari u svom djelovanju koriste napredna matematička znanja ali i znanja iz ekonomije, zakona, demografije i financija društva države u kojoj djeluje te sposobnost komunikacije u svrhu mogućnosti prenošenja stečenih znanja. Zbog stalnih promjena i inovacija koje donose na tržište kapitala radi boljeg poslovanja i prihvaćanja znanja aktuari se okupljaju u društva u kojima se međusobno potpomažu i šire stečena znanja i iskustva ujedno štiteći interese kapitalnih zajednica.

## Aktuari u Hrvatskoj
Diljem svijeta postoje društva aktuara pa tako i u Hrvatskoj postoji Hrvatsko aktuarsko društvo koje je redovni član International Actuarial Association (IAA) i član promatrač Groupe Consultatif Actuariel Europeen. Društvo trenutačno radi i na ispunjavanju uvjeta za prijem u članstvo Groupe Consultatif kao pridruženi član. 
Ovo zanimanje u očima ljudi nema neku izrazitu važnost ali odluke ljudi koji se bave aktuarskim radom utječu na kreiranje politike novca pojedinih banaka, osiguravajućih društava, mirovinskih fondova, regija, država pa i svjetskog tržišta kapitala pa samim time imaju dalekosežne posljedice i utjecaj na društvo i život ljudi općenito.

## Također pogledati
- Hrvatsko aktuarsko društvo